# Donghai Airlines
Donghai Airlines es un aerolínea con sede en Shenzhen, Cantón, China, con su base en el Aeropuerto Internacional de Shenzhen-Bao'an]. Su oficina central se encuentra en las instalaciones de Shenzhen Airlines en la propiedad del aeropuerto, que se encuentra en el distrito de Bao'an.

## Historia
La empresa fue fundada en noviembre de 2002 como Jetwin Cargo Airline, siendo el 2005 la fecha de lanzamiento prevista originalmente para las operaciones de vuelo, usando un avión Boeing 737. Inicialmente, era propiedad de Orient Holdings Group (65%) y East Pacific Holdings (35%).
Para el año 2006, el nombre fue cambiado de nuevo, a East Pacific Airlines. Para entonces, la propiedad de la compañía era la siguiente: Shenzhen Donggang Trade (51%), Donghai United Group (25%) y Yonggang (24%). Tres años después de su fundación aún no había entrado en funcionamiento, se esperba que los servicios iniciaran en agosto de 2006 (sujeta a obtener la aprobación de las autoridades de aviación chinas). La entrega de las primeras unidades de carga, tres Boeing 737-300 aviones de pasajeros convertidos, se produjeron hasta septiembre de ese año.

## Destinos
| País  | Provincia         | Ciudad    | Aeropuerto                                    | Notas |
| ----- | ----------------- | --------- | --------------------------------------------- | ----- |
| China | Guangdong         | Shenzhen  | Aeropuerto Internacional de Shenzhen-Bao'an   | Hub   |
| China | Zhejiang          | Ningbo    | Aeropuerto Internacional de Ningbo-Lishe      |       |
| China | Liaoning          | Dalian    | Aeropuerto Internacional de Dalian-Zhoushuizi |       |
| China | Heilongjiang      | Harbin    | Aeropuerto Internacional de Harbin-Taiping    |       |
| China | Mongolia Interior | Hailar    | Aeropuerto de Hailar-Dongshan                 |       |
| China | Jiangsu           | Nanjing   | Aeropuerto Internacional de Nankín-Lukou      |       |
| China | Jilin             | Changchun | Aeropuerto Internacional de Changchun-Longjia |       |
| China | Hainan            | Haikou    | Aeropuerto Internacional de Haikou-Meilan     |       |
| China | Yunnan            | Kunming   | Aeropuerto Internacional de Kunming-Changshui |       |
| China | Liaoning          | Shenyang  | Aeropuerto Internacional de Shenyang-Taoxian  |       |

### Carga
Donghai Airlines opera vuelos regulares de carga a Hong Kong, Manila, Saigón, Pekín, Shanghái, Chengdú, Hangzhou y Wuxi.

## Flota
La flota de Donghai Airlines incluye las siguientes aeronaves, con una edad media de 5.2 años (a enero de 2021):
| Boeing 737-800   | 23 | —  | C8Y162 |  |  |  |
| Boeing 737 MAX 8 | —  | 25 |        |  |  |  |
| Boeing 787-9     | —  | 5  |        |  |  |  |
| Total            | 23 | 30 |        |  |  |  |